# 富銳
富銳（穆麟德轉寫：fušui，1746年—1799年），苏完瓜尔佳氏，滿洲鑲黃旗人，清朝武官、兵部尚書。
高祖父费英东、曾祖父倭赫、祖父傅爾丹、父亲兆德（昭德）。兄长富興。曾任鑲藍旗蒙古都統。嘉慶四年正月戊辰，接替慶桂，擔任清朝兵部尚書，后病免。由傅森接任。